# Villagonzalo
Villagonzalo es un municipio español perteneciente a la provincia de Badajoz, comunidad autónoma de Extremadura. Se sitúa próximo a la orilla izquierda del Guadiana, en el ámbito de influencia de Guareña. Pertenece a la comarca de Tierra de Mérida - Vegas Bajas y al Partido judicial de Mérida.

## Historia

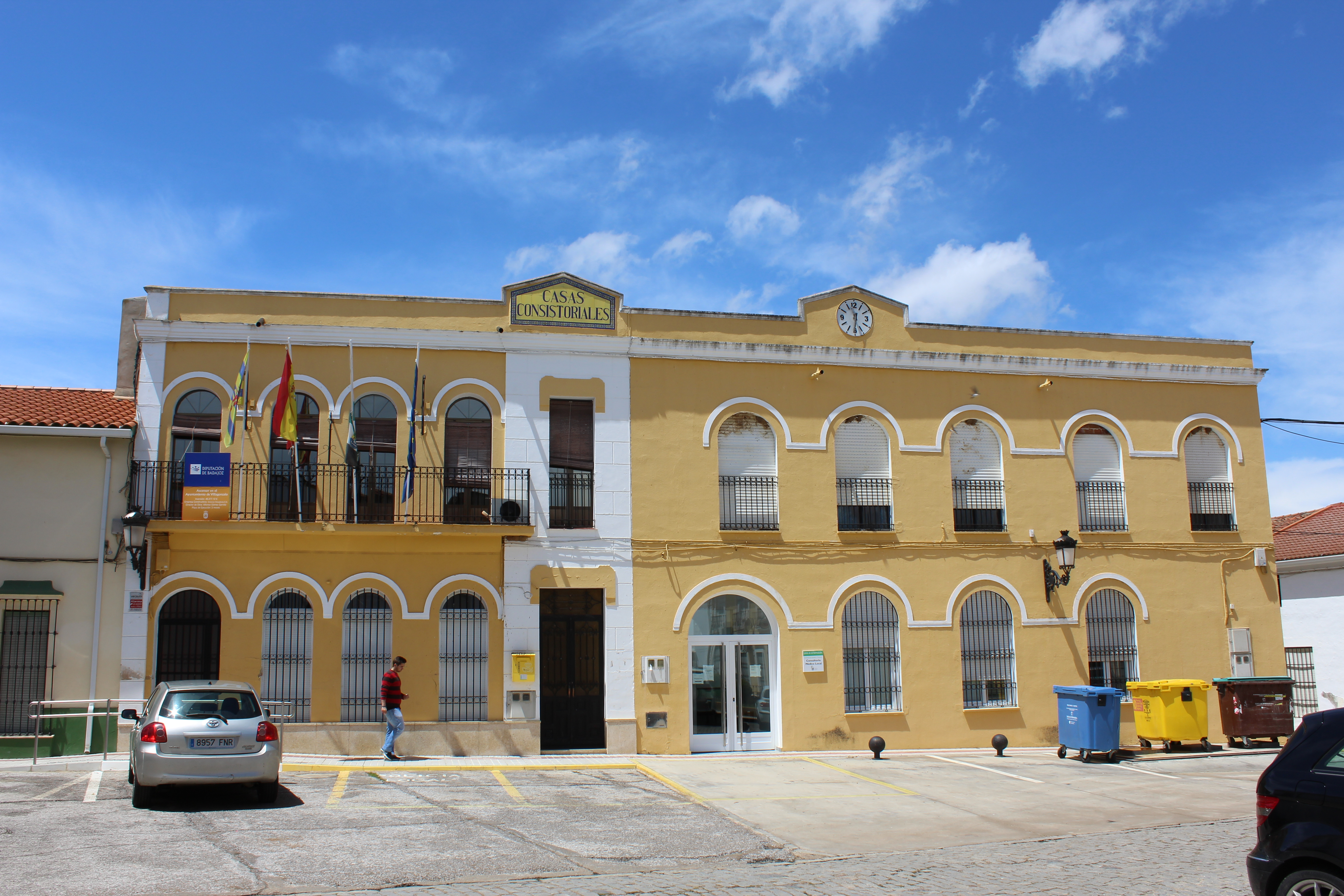
Ayuntamiento.

Su fundación como aldea dependiente de la Encomienda de Alange, se atribuye en el siglo XIV al Maestre santiaguista Gonzalo Mexía, de quien deriva su apelativo. En 1588 se independizó de este dominio mediante el pago de 7000 ducados a Felipe II, quedando como Villa exenta sin sujeción, por tanto, al Partido de Mérida. En 1594 formaba parte de la provincia León de la Orden de Santiago y contaba con 143 vecinos pecheros.
A la caída del Antiguo Régimen la localidad se constituye en municipio constitucional en la región de Extremadura. Desde 1834 quedó integrado en el Partido judicial de Mérida. En el censo de 1842 contaba con 306 hogares y 1120 vecinos.
En la actualidad constituye un centro de naturaleza rural en el que se mantiene poco alterada su fisonomía tradicional.

## Demografía
Villagonzalo cuenta con una población de 1223 habitantes (INE 2024).
| Gráfica de evolución demográfica de Villagonzalo entre 1842 y 2021                                                    |
| |
| Población de derecho según los censos de población del INE. Población de hecho según los censos de población del INE. |

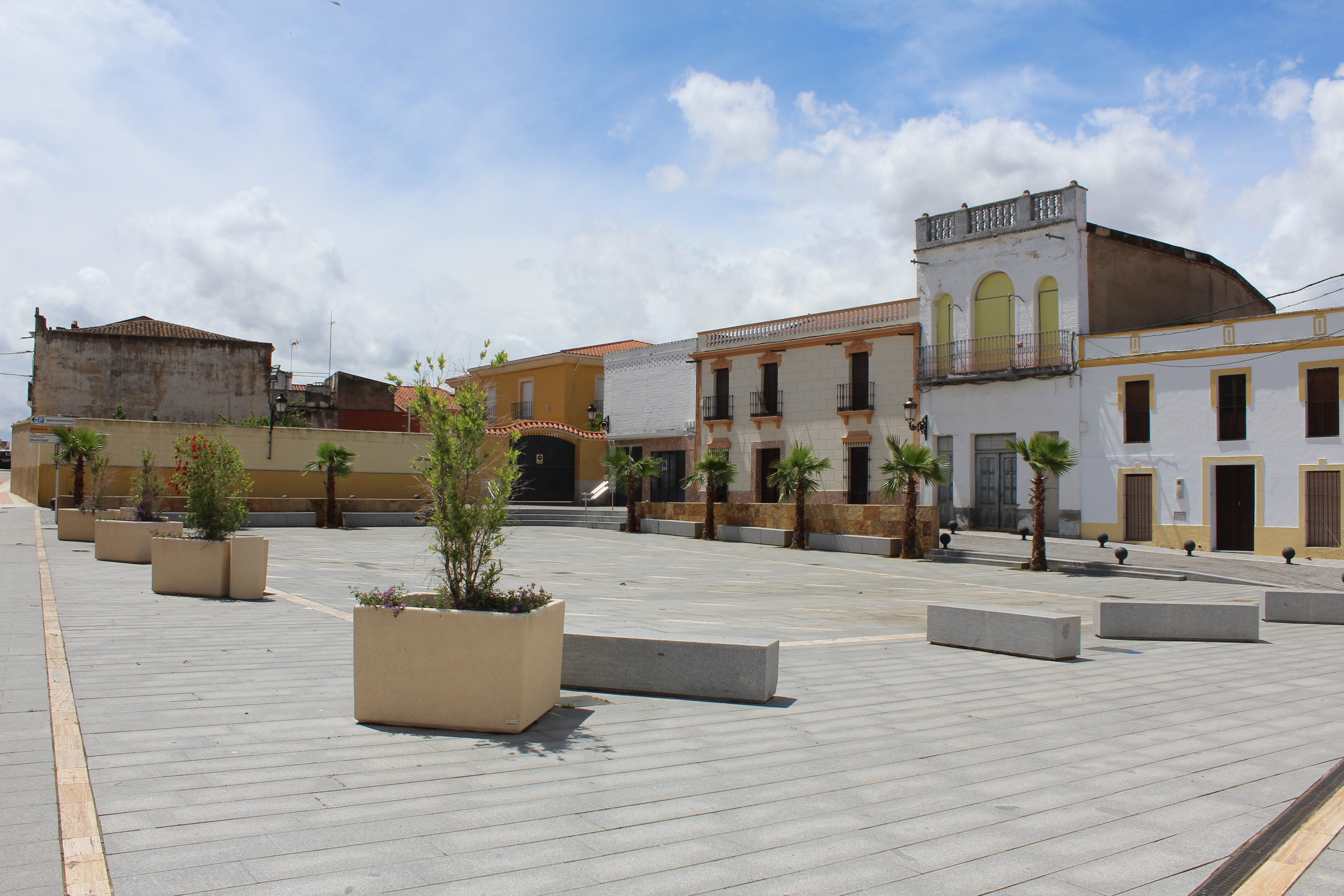
Plaza Mayor

No abundan los datos relativos a la población de Villagonzalo, que es prácticamente inexistente hasta finales del siglo XV. Es a partir de 1494 la fecha desde la que se cuentan con más datos, pudiéndose elaborar una tabla de la población entre 1494 y 1529, obtenida a partir de los Libros de Visita de cada Concejo de Jurisdicción, fundamentalmnte, así como de los nuevos instrumentos de registro de la población tendentes a una sistematización de las formas de registro de la población, impulsada por la Corona. 
| Año     | 1494 | 1498 | 1501 | 1503 | 1508 | 1511 | 1515 | 1529 |
| Vecinos | 70   | 70   | 199  | 200  | 80   | 62   | 62   | 137  |

La pérdida de población que se observa entre 1504 y 1508 obedece a la epidemia de peste que por esas fechas asoló Europa. Hacia 1515 se vuelve a repetir un brote de peste, que aún reduce más la población.
A partir de 1529, superadas la peste y las malas cosechas, se restablece la población, que en 1571 es de 136 vecinos pecheros (excluidos curas, eclesiásticos, hidalgos, nobles y caballeros). En 1594 el número de estos vecionos es ya de 143.
Durante la primera mitad del siglo XX, la población de Villagonzalo, ha presentado altibajos hasta llegar al año 1960 que alcanza su mayor número de habitantes. A partir de esa fecha la emigración ha afectado al núcleo de forma importante llegando a perder una importante parte de sus miembros. A partir de 1980 la población se ha estabilizado.

## Patrimonio histórico

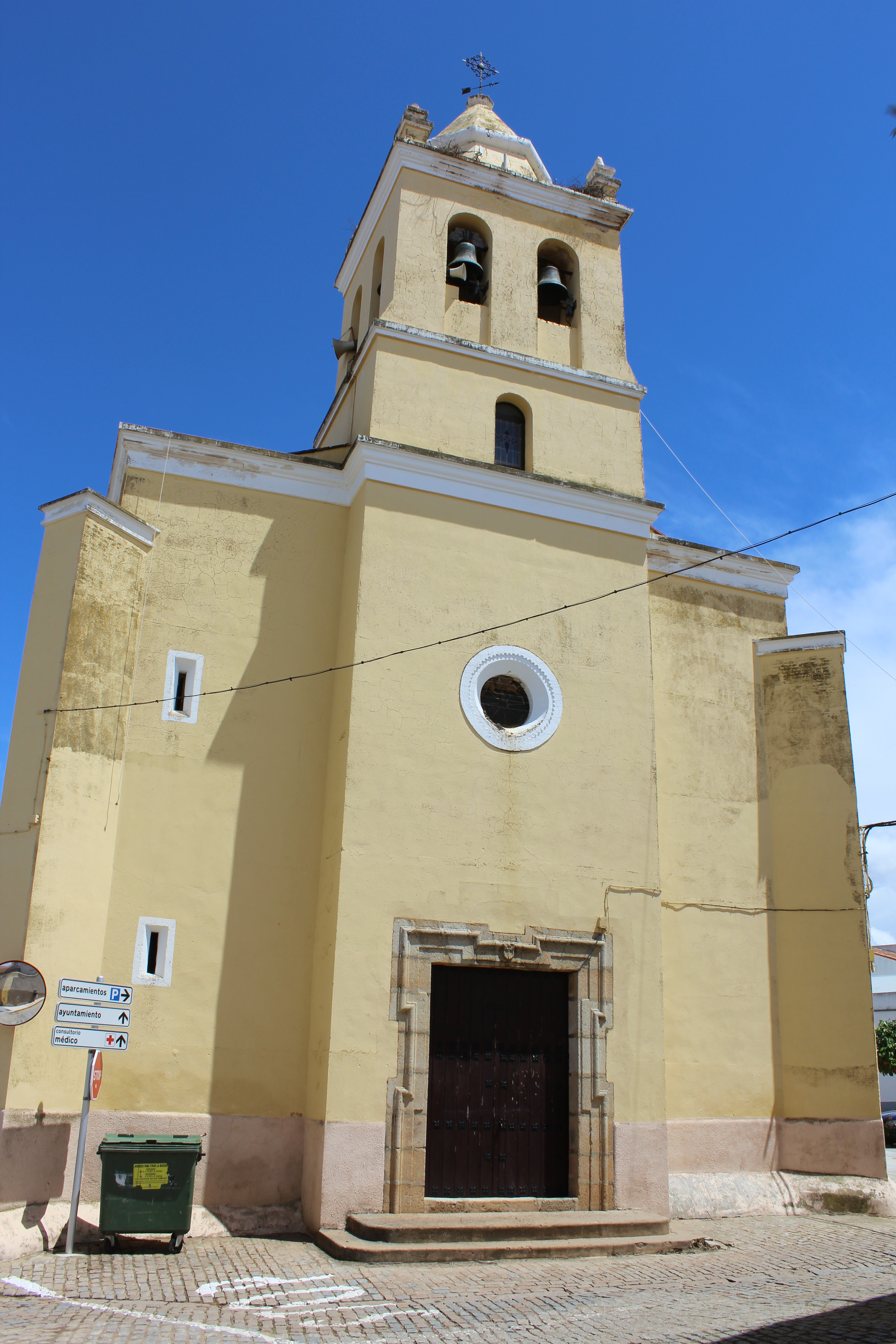
Iglesia parroquial de La Purísima Concepción.

- Iglesia parroquial católica de La Purísima Concepción, en la Archidiócesis de Mérida-Badajoz.[7]
- Estatua del Galápago, situada en la plaza de España.
- Las Piñuelas, situada cerca del río Guadiana.
- La Ermita de San Isidro.

## Tradiciones, vida cotidiana y leyendas
Tradiciones
Existen en la localidad diferentes tradiciones asociadas a la peculiar religiosidad de la región. La Semana Santa galapaguera destaca por su celebración del Domingo de Resurrección. Tras la misa de Pascua, hacia la media noche, se produce una procesión algo particular en la que se representa una leyenda local sobre la resurrección de Cristo. Según dicha leyenda, San Juan tras visitar el sepulcro vacío fue a visitar a la Virgen María hasta en tres ocasiones antes de que se reencontrara con su hijo. En la representación de la madrugada del Domingo de Pascua en Villagonzalo, una pequeña talla de escayola que representa al santo debe correr hasta en tres ocasiones desde las diferentes calles de la localidad hasta la plaza de la Iglesia donde le espera la imagen de la Virgen de los Dolores vestida de luto. Después de la última "carrerita", la imagen de Jesús resucitado va al encuentro de su madre. Al encontrarse de frente, el manto negro de la Virgen es retirado y aparece bajo él un manto blanco indicando el fin del luto y el comienzo de la Pascua. Prosigue con una procesión por todo el pueblo con la banda de música amenizando el desfile. Antiguamente, la talla de San Juan estaba asociada a la fiesta de los Quintos, pues eran ellos los que portaban la pequeña imagen, aunque actualmente esta tradición se ha perdido.
En los últimos años, ha ganado fuerza la festividad del 15 de agosto alejándose cada vez más de su relación con la fiesta religiosa de "Santa María de Agosto" o la Ascensión de la Virgen. Durante el final del siglo XX, época del éxodo rural se festejaba el regreso de muchos galapagueros de sus nuevos destinos en la Fiesta del Emigrante. La fiesta se fue transformando ya que muchas personas migrantes y sus descendientes comenzaron a perder vínculos con la localidad y actualmente recibe el nombre de Semana Cultural de Villagonzalo. Desde el año 2018, estas fechas se aprovechan para representar episodios de la independización de Villagonzalo de la Encomienda de Alange y su establecimiento como villa de pleno derecho. Se representa la obra de teatro "El Privilegio de Villazgo" escrita por Francisco Sánchez García, cronista oficial de la localidad. Además, en estos días se llevan a cabo otras actividades relacionadas con el origen santiaguista del pueblo como un mercadillo medieval o la representación de poemas y pequeñas obras por las calles de la localidad.
Llegados a septiembre, las Fiestas del Cristo también están cargadas de tradiciones. El inicio de las mismas la mañana del 13 de septiembre con la Diana Floreada, la salida de los gigantes y cabezudos en la tarde y la lectura del pregón y lanzamiento de fuegos artificiales en la noche dan inicio a tres días de Fiesta Mayor en Villagonzalo. Con respecto a la celebración del día 13 de septiembre, existió un debate popular sobre el cese de la celebración debido a la asociación de esta fecha con el episodio de la toma de Villagonzalo por las tropas franquistas durante la Guerra Civil española de la que actualmente está desvinculada por completo. El día 14 se llevan a cabo los oficios religiosos y la verbena mayor. Las fiestas acaban el día 15 por la noche con la última verbena y los churros con chocolate. 
Tal y como ocurre en la mayoría de localidades extremeñas, la celebración de la "chaquetía" durante el Día de Todos los Santos se remonta a antiguo. Las giras de jóvenes se reunían a orillas del Guadiana, en el sitio de las Piñuelas, para merendar frutos secos y alimentos de temporada en compañía. En relación a esta festividad, también es costumbre limpiar y arreglar de manera comunitaria el cementerio local que se sitúa hacia el sur, en las afueras de la localidad.
Como en todo la zona es costumbre local la matanza, entre los meses de noviembre y diciembre. El sacrificio de cerdos bien por familias o de forma comunitaria se realiza con el fin de almacenar los productos resultantes de la elaboración de la carne: jamones, chorizos, salazones y casquerías son preparadas durante una jornada de trabajo. 
Vida cotidiana
Muchas familias de labradores y agricultores siguen realizando la tradición de las "Cabiñuelas" durante los días de agosto para predecir el clima que habrá durante el año siguiente y tratar de adaptar las cosechas a los posibles contratiempos.
Relacionado con las tradiciones asociadas al día a día, cabe destacar el peculiar rito alrededor de la muerte. En épocas pasadas, era frecuente velar a los fallecidos en su propia casa, rodeados de su familia que recibían visitas durante uno o dos días. Estas visitas aportaban a la familia todo aquello que necesitaran: comida, ropas y ayuda, durante los días que durara el velatorio. Actualmente, la obligatoriedad de velar a los difuntos en un tanatorio no impide vivir estos momentos de forma diferente. Los familiares reciben las visitas durante el día y duermen en el mismo tanatorio para velar a su fallecido durante las noches. Además, tras la liturgia funeral, es tradición que todos los familiares del difunto se coloquen en las escalinatas delante del altar de la iglesia parroquial y justo detrás del féretro y esperan a que todos los asistentes pasen por delante para realizar una señal de dolor. Es lo que comúnmente recibe el nombre de "cabezá" en relación a ese gesto de genuflexión que se realiza delante de la familia.
Leyendas
La tradición oral antigua menciona la existencia en la localidad de una campana en la torre de la iglesia parroquial con una musicalidad prodigiosa capaz de calmar tormentas y garantizar partos felices. 
También se relata un evento milagroso alrededor de la talla del Cristo nazareno, patrón de la localidad, el cual se dice que comenzó a llorar la mañana del 14 de abril de 1946 delante de un grupo de niños que habían ido a orar a la iglesia parroquial. La talla de madera del escultor extremeño Juan de Ávalos llevaba en el pueblo apenas unos pocos años desde que se le encargó para reemplazar la imagen anterior, perdida durante la Guerra Civil. 

## Fiestas
- San Isidro: el 15 de mayo.
- Ferias y fiestas: en torno al 16 de abril.
- Fiesta del Emigrante/Semana Cultural: semana del 15 de agosto.
- Fiestas del Cristo: el 14 de septiembre.

## Gastronomía
En la gastronomía de Villagonzalo destacan platos como:
- Caldereta de Cordero.
- Carnes de cordero asadas y guisadas.
- Gazpacho.
- Dulces artesanales

Además, por su cercanía al río Guadiana, es frecuente la preparación de algunos platos de peces, barbos principalmente, que normalmente se preparan asados o fritos.